# أرنو أرتز
أرنو أرتز (بالهولندية: Arno Arts) هو لاعب كرة قدم هولندي، ولد في 26 يونيو 1969 في خروسبيك في هولندا. لعب مع إن إي سي نيميخن وتفينتي أنشخيدة ونادي لوزيرن.